# 中野さいま
中野 さいま（なかの さいま、11月26日 - ）は、日本の女性声優。埼玉県上尾市出身。ステイラック所属。

## 来歴
小学生の頃は劇団に所属。その後、声の芝居に興味を持ち代々木アニメーション学院東京本部校アニメソングコースへ入学。
アニメ『石田とあさくら』のヒロイン佐藤役で入学1年目にして声優デビュー。その後、在学中にソニー・ミュージックアーティスツへ所属となる。日本国外、香港、台湾、マレーシアなどのアニメイベントなどに多数出演し、持ち前の歌声を披露している。
自身も出演していたTVアニメ『アクエリオンロゴス』では、2クール目の挿入歌も担当していた。
2018年にソニー・ミュージックアーティスツを退所し、2019年にステイラックへ移籍した。

## 人物
エジプトとインドと日本のハーフ。2人姉妹の次女。
仲が良い声優には長久友紀、井澤美香子、 田澤茉純、紡木吏佐がいる。また鈴木みのり 、小澤亜李、楠木ともりらとも親交がある。
ペットとして”せんべい”と”らむね“と名付けた猫を飼っており、その写真や動画はTwitterで確認できる。

## 趣味・趣向
- スイカ、ホルモン、つぶ貝、塩せんべいが好物。大の辛党であり、甘い物は苦手だという。
- 好きなキャラクターはスヌーピー、うさまる。
- 好きなアニメ作品には『HUNTER×HUNTER』『カレイドスター』『Angel Beats!』『ちはやふる』『ソードアート・オンライン』『弱虫ペダル』『無人惑星サヴァイヴ』『英國戀物語エマ』を挙げている。

## 出演
太字はメインキャラクター。

### テレビアニメ
2013年
- 石田とあさくら（佐藤みゆき）

2014年
- ノブナガ・ザ・フール（龍）
- 魔弾の王と戦姫（子供 他）

2015年
- アクエリオンロゴス（岩上ショウコ）
- VALKYRIE DRIVE -MERMAID-（四谷、ヘクセ、住人、女子）

2017年
- プリプリちぃちゃん!!（和馬〈幼少期〉、イカ）

2019年
- エガオノダイカ（マウリ、オペレーターC）
- この世の果てで恋を唄う少女YU-NO（女子生徒、有馬たくや〈幼少期〉、犬、クンクン母）
- パズドラ（男の子）
- 私、能力は平均値でって言ったよね!（栗原経緯子）

2020年
- カードファイト!! ヴァンガード外伝 イフ-if-（バニーガールB、ウェイトレス、犬）

2021年
- 遊☆戯☆王SEVENS（2021年 - 2022年、ファンの女の子 他）
- 世界最高の暗殺者、異世界貴族に転生する（ミシェル）
- 海賊王女（メイド）

2022年
- 錆色のアーマ-黎明-（黒氷幼少期）
- おにぱん!（ペットショップのお姉さん、男の子、キジ、女性、女子生徒、店員）
- パリピ孔明（パリピ、女子高生、通行人、観客）
- ブラック★★ロックシューター DAWN FALL（酒場のカップル）
- SPY×FAMILY（4組生徒、イーデン校生徒） - 2シリーズ
- むさしの!（清河寺栄）
- ようこそ実力至上主義の教室へ（2022年 - 2024年、木下美野里、アナウンス） - 2シリーズ
- 異世界薬局（マリー）
- アキバ冥途戦争（羊エースメイド、忠犬メイドック店長、メイドシープのメイド、愛美の部下、ウーパーズモブ 他）

2023年
- 転生王女と天才令嬢の魔法革命（令嬢）
- Buddy Daddies（キャロル、幼児、園児、保育士、親子 他）
- ジョジョの奇妙な冒険 ストーンオーシャン（男の子、男の子A、赤ん坊）
- 東京リベンジャーズ（女の子B、ネコ、女の子） - 2シリーズ
- 悲劇の元凶となる最強外道ラスボス女王は民の為に尽くします。（ステイルの母）
- Lv1魔王とワンルーム勇者（秘書）
- ダークギャザリング（霊）
- アンデッドガール・マーダーファルス（カーヤ）
- ポーション頼みで生き延びます!（礼子）
- 薬屋のひとりごと（2023年 - 2025年、中級妃、侍女、里樹妃の侍女、阿多妃の侍女、金剛宮の侍女2 他） - 2シリーズ
- ビックリメン（クラスメイトB）
- 鴨乃橋ロンの禁断推理（観客）

2024年
- キングダム（子ども）
- 異世界でもふもふなでなでするためにがんばってます。（雫）
- 戦国妖狐（鶴吉）
- ささやくように恋を唄う（ライブ観客）
- ガールズバンドクライ（予備校女子生徒）
- 烏は主を選ばない（西家の女房）
- 神は遊戯に飢えている。（使徒）
- SHY 東京奪還編 （店員、女の子）
- 真夜中ぱんチ（居酒屋店員、子供、イベント客）
- チ。-地球の運動について-（少年）

2025年
- 青の祓魔師 終夜篇（参列者）
- 戦隊レッド 異世界で冒険者になる（研究者、ファナン、住人）
- アン・シャーリー（キャリー・スローン、女子生徒、アリス・ベル）
- コウペンちゃん（シマエナガA）
- 履いてください、鷹峰さん（女子生徒A、義姉B）
- アポカリプスホテル（触手宇宙人2）

### 劇場アニメ
- 夏へのトンネル、さよならの出口（2022年　アシスタント、女子生徒）
- 機甲英雄 劇場版 我與我等於無限大（2023年、吉內瓦維[28]）
- デッドデッドデーモンズデデデデデストラクション（2024年、前島、ゆり子） - 前後章[一覧 5]

### Webアニメ
- 機甲英雄 機鬥勇者 日本語版（2019年、吉內瓦維[29]）
- ウマ娘 プリティーダービー ROAD TO THE TOP（2023年、花屋）
- SAND LAND: THE SERIES（2024年、フォレストランド国民）

### ゲーム
2015年
- クロノドラゴン〜ななつの光と太初の樹〜（ウォーリア）

2016年
- しんけん!!（竹貫いつみ）

2017年
- 最終戦艦withラブリーガールズ（ランチエーレ）

2018年
- WAR OF BRAINS（カーライル）

2019年
- モバイルレジェンド（星夢）
- 東京コンセプション（五徳猫 シャナ）
- プリンセスコネクト!Re:Dive（2019年 - 2021年、美冬の妹、護衛、女子生徒1、少年1、女の子、女性、イベンター、司会者 他）
- ソウルキャリバーVI（イスカ・アハト）

2020年
- 龍が如く7 光と闇の行方（アイ）
- エコーズオブパンドラ（M3リー、MS-1、T28）
- ビッグバッドモンスターズ（マーブル、マンドリ）
- 戦女物語:ヴァルキリーヒーローズサガ（紅・鎌姫）
- オランピアソワレ（枡花）
- ビルシャナ戦姫（平知盛〈幼少期〉、禿、白拍子）
- 女神降ろし（ヘル）

2021年
- エピックセブン（ソニア）
- アークナイツ（トゥイエ）
- アッシュアームズ-灰燼戦線-（雷電一一型、流星）
- LoverPretend
- 天華百剣（山伏国広）
- ワールドフリッパー（タルハ）
- Caligula2（笹倉杏）
- オブザーバー（アダム幼少期、ポーリーナ、ヘレナ）
- カオスアカデミー（シバヤ、グース、ドンニー）
- カウンターアームズ（明石、Yak-9、Yak-3）
- ムラサキセブン（カリスタ・アン）
- けものフレンズ3（シロヘラコウモリ）

2022年
- ヘブンバーンズレッド（2022年 - 2024年、大島五十鈴）
- セブンナイツ2（煉獄の番人 月影）
- 熱血硬派くにおくん外伝 リバーシティガールズ2（クニコ、マミ）
- エピックセブン（第2型 アイノス）

2023年
- 逆転オセロニア（アリシア）
- アリスフィクション（カントク）
- FINAL FANTASY XVI（ヤミラ）
- タワーオブスカイ（ルーペシア）

2024年
- 龍が如く8（ヤッピーくん、スバル、コジロウ君）
- ハリー・ポッター:魔法の覚醒（アストリッド・コール）
- スーパーモンキーボール バナナランブル（アイアイ）
- エバーテイル（モードレッド）
- 陰陽師（禍津神）
- プリンセスコネクト!Re:Dive（ミーア）

2025年
- 龍が如く8外伝 Pirates in Hawaii
- モンスターハンターワイルズ
- まじかる☆クリっと依久乃ちゃん（セン）

### ドラマCD
- 石田とあさくら（2013年、佐藤みゆき）
- ツキウタ。（2019年、獏路朱華）
- ゴールデンスパークル（2019年、白木先輩、楽の女友達2、男児、映画内女子高生）
- 呪術廻戦（2021年、メイド）

### 吹き替え

#### 映画
2019年
- ファイナル・スコア（ダニー・ホロウェイ〈ララ・ピーク〉）
- デイブレイク〜世界が終わったその先で〜（ベアマン、アリア・キリガン〈サミー・ハンラティ〉、メイヴィス、ヴィクトリア）

2020年
- ザ・ブック・オブ・ヘンリー（クリスティーナ〈マディー・ジーグラー〉）
- ダイナソー・デイナ（マテオ〈エヴァン・ウィッテン〉）
- パパは見習いサンタ（ポーラ、エディ〈幼少期〉）

2021年
- サイトレス（サーシャ）
- 2ハート/命という名の贈りもの（姪、クラスメイト）
- ジャングル・ビート（ヒナ）
- ヒーズ・オール・ザット（ブリン・クウェラー〈イザベラ・クロヴェッティ〉）
- シングル・オール・ザ・ウェイ（ソフィア〈アレクサンドラ・ビートン〉）
- Short Circuit（リアノン・デラノイ）

2022年
- ドリームプラン（リンドレア）
- パーフェクト・ペアリング（ブリーズ〈ルカ・サルデリス〉）
- World's Greatest Cars（ヘレン）
- 戦え! チアスクワッド:ゲット・イーブン・シリーズ（クララ）
- 私の"初めて"日記 シーズン3（デービー・ビシャクマー）
- シドニー・ホワイトと7人のオタク（ケイティ〈ローレン・リーチ〉）
- あなたの、私のクリスマス？（デック）

2023年
- ブレッド・エクスプレス弾丸特急（クレア〈レスリー・グラント〉）
- バイオレント・ナイト（トルーディ・ライトストーン〈リア・ブレイディ〉）
- ザリガニの鳴くところ（少年テイト、パール）
- ウイング・アンド・プレイヤー（ベイリー〈アビゲイル・ライム〉）
- ディープブレス:呼吸、深く（スティーヴン幼少期）
- ファミリー・プラン（ニーナ〈ゾーイ・コレッティ〉）
- あなたの、私のクリスマス?2（デック）

2024年
- 君がそばにいたら（ヘラルド幼少期）
- ファーザー・スチュー 闘い続けた男（スチュー少年時代）
- シルバー 夢の扉（ミア〈リーバ・クリマロフスキ〉）
- ブルー きみは大丈夫
- 戦慄ダイアリー 〜屋根裏の秘密〜（ヴェラ）
- ナイトスイム（トミー・サマーズ）
- マクストン・ホール ～私たちをつなぐ世界～

#### ドラマ
2020年
- 栄光へのスピン（ベサニー、リンダ、少年）
- シザー・セブン（シャオ・フェイ） - 2シリーズ
- グリッチ・テックス（ザーラ、レクシー、ヘルピー、少年ハイファイブ） - 2シリーズ
- 刑事モース〜オックスフォード事件簿〜（ソフィー、ジョンストン）
- 魅惑のフロリパ ～ブラジル式恋愛番組～（タイス）
- ミルドレッドの魔女学校（2020年 - 2021年、シビル・ハロウ）
- 私の"初めて"日記（デービー・ビシャクマー〈マイトレイ・ラマクリシュナン〉）

2021年
- アンソウル（メリッサ〈カミラ・ボテーリョ〉）
- CITY ON A HILL/罪におぼれた街（ベネデッタ、トニー） - 2シリーズ
- 私の"初めて"日記 シーズン2（デービー・ビシャクマー）

2022年
- エクスパンス -巨獣めざめる- シーズン6（ベルター）
- WALKER/ウォーカー（ステラ・ウォーカー〈バイオレット・ブリンソン〉）
- チャッキー（キャロライン）
- 冒険!ミステリーハンター シーズン4（アイリーン）
- ヤドリギ農場のメリークリスマス（ヴァイオレット）

2023年
- スタートレック:ストレンジ・ニュー・ワールド シーズン1（オリアナ）
- スタートレック:ピカード（アランドラ・ラ＝フォージ）
- DOC あすへのカルテ（チェチーリア）
- 1883（ジョン）
- 最後通牒 〜クィア・ラブ〜（アリーシャ）
- チャッキー シーズン2（キャロライン）
- 私の"初めて"日記 シーズン4（デービー・ビシャクマー）
- グリフォン戦記（マヤ、少年マルク）
- キャンプ・キキワカ シーズン6（ミーガン）
- 愛しのボンベイ（パリ）
- 赤い袖先（清衍郡主、ダン）
- アメリカン・ホラー・ストーリーズ（リナ）

2024年
- キャンプ・キキワカ シーズン6（ミーガン）
- FBI: Most Wanted 〜指名手配特捜班〜 シーズン4（サブリナ・アブディラシッド）
- チャッキー シーズン3（キャロライン）
- LAW & ORDER:性犯罪特捜班 シーズン15（アメリア）
- 美少女探偵団 ザ・スリー（マービン）
- ボドキン（ジョー、ダヴ幼少期）

2025年
- ハッピーフェイス（ヘイゼル〈キーラ・アイン〉）

#### アニメ
2020年
- プレッツェルとこいぬたち（少年子犬）

2022年
- オクトノーツと地上のミッション シーズン2（ロナウド）
- パラダイス警察 シーズン4（ステイシー）
- サンタクローズ ザ・シリーズ（グレース）

2023年
- トランスフォーマー アーススパーク（女子生徒）
- ブリッピーのふしぎがいっぱい（フェリシア）
- LOL Surprise!ウィンターファッションウィーク（ツイストクイーン）
- キャッチ!ティニピン（マネピン）

2024年
- ディズニージュニア アリエル（アリエル）
- スター・ウォーズ:ヤング・ジェダイ・アドベンチャー（リン）

### デジタルコミック
- ぱちLOVE!（2021年、花咲リコ[40]）
- 転生しても嫌われ王子だったので関係修復がんばります（2023年、ノア[41]）
- グリーングリーングリーンズ（2024年、珀の妹[42]、水沙プロ[43]）

### ナレーション
- J:COM デイリーニュース足立・葛飾・江戸川 どこラン（2016年 - ）[44]
- 桃太郎電鉄 〜昭和 平成 令和も定番!〜 CM・PVナレーション（2019年 - 2020年）
- 銀座カラー CMナレーション（2021年）
- シースリー CMナレーション（2021年）
- BISERA 広告ナレーション（2021年）
- ”渡邊歩咲”密着ドキュメンタリー（2021年）
- 環境省資源エネルギー庁 e-ASってな〜に？（2021年）
- †孤独の悪夢 -ナイトメア-†密着ドキュメンタリー（2021年）
- オダイバ!!超次元音楽祭 CMナレーション（2022年）
- 東京ゲームショウVR 2022「VIRTUAL BOAT RIDE PARK」 空間ナレーション（2022年[45]）
- バービーのHappy ♪ Pampee ♪ TV ♪ 番組ナレーション（2023年）
- Renta！CMナレーション（2023年）
- SAKAMOTODAYS 10巻発売記念PVナレーション（2023年）
- 開運コロシアム 広告ナレーション ニャッキー役（2024年）
- 開運コロシアム CMナレーション（2024年-2025年）

### 舞台
- 劇団18馬力
  - 「動物と話せる不思議なチケット」 - ワン吉 役
  - 「動物と話せる不思議なチケット おばあちゃんの家へ」 - ワン吉 役
  - 「動物と話せる不思議なチケット たかしくんの初恋」 - ワン吉 役
  - 「動物と話せる不思議なチケット」 - たかしくん 役
  - 「類は友呼ぶことわざ奇縁」 - たぬき 役
  - 「ソネミノミライ」 - ソネミ 役
- 声珈琲「Voice Cafe vol.8」
  - 「最弱魔王の妹様」 - ラシュクーレ 役
  - 「A story of the past summer」 - あかね 役
  - 「秋の歌」 - アイドル 役
- りーでぃんぐぱーてぃー
  - 「ごめんね。」 - 阿仁田優菜 役
  - 「メイドロボットセールスマン」 - セールスマン 役
  - 「専門学校生の稽古風景」 - 神谷おりえ 役

### オーディオドラマ
- 直樹（中原美雪）
- パンダとゴリラの友情の話（パンダ）
- 英雄、と呼ばれた俺の兄弟（田中明男〈少年時代〉、アナウンサー）
- オーディオドラマ『芙蓉友奈は語部となる』（2023年、神社の女性スタッフ、女子バスケ部員）

### ラジオ
※はインターネット配信。
- ラジオ アラタカンガタリ 〜らじかん〜「ココキキ」（2013年、ラジオ大阪） - パーソナリティ
- 文化放送中野さいまの本気!アニラブ（2016年 - 2017年、超!A&G+※）[46]

## ディスコグラフィ

### キャラクターソング
| 発売日         | 商品名                                          | 歌                         | 楽曲                       | 備考                               |
| -------------- | ----------------------------------------------- | -------------------------- | -------------------------- | ---------------------------------- |
| 2015年12月23日 | TVアニメーション「アクエリオンロゴス」O.S.T.2   | 岩上ショウコ（中野さいま） | 「瞳のアクアリウム」       | アニメ『アクエリオンロゴス』関連曲 |
| 2016年7月29日  | しんけん!!キャラクターイメージソング 竹貫いつみ | 竹貫いつみ（中野さいま）   | 「DEPARTURE」 「願いは翼」 | ゲーム『しんけん!!』関連曲         |

### その他参加作品
| 発売日        | 商品名                          | 歌      | 楽曲               | 備考                                              |
| ------------- | ------------------------------- | ------- | ------------------ | ------------------------------------------------- |
| 2015年11月4日 | -                               | e/g     | 「ハルモニアの夢」 | comico作品『和おん!』イメージソング               |
| 2017年1月6日  | 本気!アニラブ 第9期テーマソング | Staars! | 「愛っ!!me too」   | Webラジオ『本気!アニラブ』第9期オープニングテーマ |